# Kurt Binswanger
Kurt Binswanger (Basilea, 15 de marzo de 1887-Zúrich, 28 de febrero de 1981) fue un psiquiatra y psicoanalista suizo.
Provenía de la familia Binswanger, originaria de Baviera, de la que surgieron varios psiquiatras de renombre. Era nieto de Ludwig Binswanger der Ältere, fundador del sanatorio Bellevue en Kreuzlingen, Suiza, y primo del fundador del análisis existencial Ludwig Binswanger.

## Biografía
Binswanger estudió medicina en las universidades de Lausana, Múnich y Basilea y se doctoró en Basilea en 1914. Luego trabajó como asistente en el instituto de patología de la Universidad de Breslavia y en el departamento de neurología del Centro Médico de la Universidad de Eppendorf en Hamburgo, asumiendo la representación en la práctica de su tío Otto Binswanger en Jena. Binswanger recibió su formación psiquiátrica de Eugen Bleuler en la Clínica de la Universidad Psiquiátrica Burghölzli en Zúrich. Desde 1918 trabajó durante casi diez años como médico senior en el Sanatorio Bellevue en Kreuzlingen. Desde 1927 ejerció como psiquiatra y psicoanalista con su propia práctica en Zúrich, que dirigió con éxito durante más de medio siglo.
Para Binswanger, el impulso decisivo de su trabajo psicoterapéutico fue el encuentro con Carl Gustav Jung; la psicología analítica de este último le dio una comprensión de los procesos mentales tanto en personas sanas como enfermas, que él mismo profundizó y difundió a partir de entonces. Se desempeñó durante muchos años en el C.G. Jung-Institut Zürich, fundado en 1948 para formar analistas, tanto como analista de formación y conferencista, como miembro del consejo formado por C. G. Jung, Carl Alfred Meier y él mismo, así como por Jolande Jacobi y Liliane Frey-Rohn. También trabajó como profesor en la Universidad de Zúrich y fue el primer presidente de la Schweizerischen Gesellschaft für Analytische Psychologie (Sociedad Suiza de Psicología Analítica, SGAP). Para Binswanger, sin embargo, la atención se centró siempre en el trabajo en la práctica psicoterapéutica.

## Obra
- André Salathé: Binswanger. En: Historisches Lexikon der Schweiz.
- Zur klinischen und anatomischen Differentialdiagnose der progressiven Paralyse. Brin & Cie, Basel 1914 (Dissertation, Universität Basel, 1914).
- Psychologische und psychiatrische Fragen zum Problem Van Gogh. In: Studien zur analytischen Psychologie C. G. Jungs, Festschrift zum 80. Geburtstag von C. G. Jung. Rascher, Zürich 1955.
- Der Heilweg der analytischen Psychologie C. G. Jungs. In: Leopold Szondi (Hrsg.): Heilwege der Tiefenpsychologie. Verlag Hans Huber, Bern/Stuttgart 1956.